# گرگور گیزی
 دکتر گرگور گیزی (به آلمانی: Gregor Gysi) یک حقوق دان و سیاستمدار عضو بوندستاگ اهل آلمان می‌باشد او در ۱۶ ژانویه ۱۹۴۸ در شهر برلین، برلین لیختنبرگ به دنیا آمد و دوران کودکی اش را در شرق شهر برلین گذراند.